# 分化強化
分化強化（ぶんかきょうか、英: differential reinforcement）とは、心理学、行動学用語の一つ。複数の反応クラスが出現した際に、片方の反応は強化し、もう片方の反応を弱化する事を指す。反応クラスとは、何らかの共通する特性を持った反応の集合のことである。この反応クラスのうち、正しい（望ましい）反応だけを強化していくことで、その行動はより精度を増す。
強化は好子出現による強化と、嫌子消失による強化が考えられる。